# Čížkrajice pod Chobolkou
Čížkrajice pod Chobolkou, také Cízkrajice pod Chobolkou (německy Schlagl am Rossberg), byla osada bývalé obce Studánky, která ležela ve Vyšebrodském průsmyku na hranicích s Rakouskem.

## Historie
První písemná zmínka o této vsi pochází z roku 1379, kdy ves byla uvedena jako villa Slaglans vel Czizkraicz ad castrum Rosemberg. Jméno vrchu Chobolka bylo uvedeno již v roce 1373 jako silva Chobolka, tj.les Chobolka, a zřejmě vzniklo nářečně podle podoby vrchu, který připomíná mladého koně – kobylku. Při sčítání lidu v letech 1869–1930 patřila k obci Studánky a při dalších sčítáních už jako osada neexistovala. V roce 1930 zde stálo 5 domů a žilo 36 obyvatel. V letech 1938 až 1945 byla ves v důsledku uzavření Mnichovské dohody přičleněna k nacistickému Německu a po roce 1945 zanikla.